# Stenia pacificalis
Stenia pacificalis là một loài bướm đêm trong họ Crambidae.